# Вохминцев, Виктор Яковлевич
Виктор Яковлевич Во́хминцев (11 [24] ноября 1913, Юргамыш, Оренбургская губерния — 10 января 1977, Челябинск) — советский журналист, литературный и театральный критик,  участник Великой Отечественной войны, капитан. Заслуженный работник культуры РСФСР.

## Биография
Виктор Вохминцев родился в крестьянской семье 11 (24) ноября 1913 в посёлке Юргамыш Кислянской волости Челябинского уезда Оренбургской губернии, ныне посёлок городского типа — административный центр Юргамышского поссовета Юргамышского района Курганская область).
С 1931 года работал в газете «Красный Курган», затем — в газетах «Наш трактор» (орган Челябинского тракторного завода) и «Пролетарская мысль» («Златоустовский рабочий»); в 1934—1936 и 1939—1942 гг. — в газете «Челябинский рабочий», став заместителем ответственного секретаря редакции. В 1939 году окончил 3 курса Уральского педагогического института.
В 1942 году ушёл добровольцем на фронт. Призван в Рабоче-крестьянскую Красную Армию 13 февраля 1942 года Советским РВК г. Челябинска, Окончил курсы командирского состава, командовал стрелковой ротой. Прошёл в боях от Сталинграда до Берлина, был дважды ранен. Беспартийный Вохминцев В.Я. служил пом. начальника отделения по использованию опыта войны в штабе 69-й армии. Демобилизован в 1946 году в звании капитана.
После войны учился на литературном факультете МГУ. С 1946 года работал в газете «Челябинский рабочий» литературным сотрудником, заведующим отделом культуры, ответственным секретарём. Член Союза журналистов СССР.
Виктор Яковлевич Вохминцев умер 10 января 1977 года в городе Челябинске Челябинской области. Похоронен на Успенском кладбище города Челябинска.

### Семья
Отец — Яков Степанович Вохминцев, управляющий на стеклозаводе; мать — Степанида Ивановна;
- три сестры.

Младший брат отца — Пётр Степанович Вохминцев, поэт.
Жена — Людмила, воевала связисткой в одной дивизии с В. Я. Вохминцевым; дети:
- Евгений — артист разговорного жанра Челябинской филармонии,
- Владимир — оператор телевидения (Челябинск, Тверь).

## Творчество
Публикации В. Вохминцева о театре, искусстве и литературе были заметным явлением в культурной жизни Челябинска 1960—1970-х гг.

### Избранные сочинения
- Вохминцев В. Я. Депутат народа : [Е.Е. Орешкина, работница ЧТЗ, депутат Верховного Совета РСФСР]. — Челябинск: Челябгиз, 1939. — 56 с. — 5000 экз.
- Челябинская область за 40 лет Советской власти. — ЮУКИ, 1957.
- Вохминцев В. Я., Константиновский Л. Д., Шнейвайс Р. Ф., Лахтин В. Н. Челябинск : Десять путешествий по городу. — Челябинск: Юж.-Уральск. кн. изд-во, 1967. — 445 с. — 30 000 экз.
  - . — Челябинск: Юж.-Уральск. кн. изд-во, 1971. — 306 с. — 50 000 экз.
  - Вохминцев В. Я., Константиновский Л. Д., Шнейвайс Р. Ф., Глазырин В. Л. Челябинск. — 3-е изд., испр. и доп. — Челябинск: Юж.-Уральск. кн. изд-во, 1976. — 256 с. — 40 000 экз.

## Награды
- Орден Отечественной войны I степени, 24 мая 1945 года[3]
- Орден Красной Звезды, 8 сентября 1944 года[4]
- Заслуженный работник культуры РСФСР, 1967 год